# NGC 6840
NGC 6840 é um aglomerado aberto na direção da constelação de Aquila. O objeto foi descoberto pelo astrônomo William Herschel em 1784, usando um telescópio refletor com abertura de 18,6 polegadas. 